# Tour du Qatar féminin 2016
La 8e édition du Tour du Qatar féminin a eu lieu du 2 au 5 février 2016. L'épreuve est inscrite au calendrier international féminin UCI 2016, en catégorie 2.1.
Après une victoire au sprint de Kirsten Wild, la course se décide lors de la deuxième étape où une échappée constituée de Katrin Garfoot, Romy Kasper, Amy Pieters et Trixi Worrack parvient à la ligne avec quasiment une minute d'avance. La première s'empare de la tête du classement général. Elle ne fait cependant pas partie de la bordure qui se détache dès les premiers mètres le lendemain, Trixi Worrack s'adjuge alors définitivement la tête de l'épreuve. Kirsten Wild remporte le classement par points. Anouska Koster est la meilleure jeune et la formation Canyon-SRAM Racing la meilleure équipe.

## Parcours
Cette édition du Tour du Qatar féminin se dispute en quatre étape. La première emprunte une partie du circuit du championnat du monde sur route 2016. Celui-ci passe dans le quartier de Pearl et est très sinueux.

### Équipes
Douze équipes UCI et trois sélections nationales sont au départ de l'épreuve. L'équipe Bigla, cinquième au classement mondial 2015, n'est pas retenue. Son directeur sportif s'en plaint ouvertement.
| Équipes UCI                         | Équipes UCI | Équipes UCI |
| Nom de l'équipe                     | Pays        | Code        |
| ----------------------------------- | ----------- | ----------- |
| Alé Cipollini                       |             | ALE         |
| Boels Dolmans                       |             | DLT         |
| Canyon-SRAM Racing                  |             | LPR         |
| China Chongming-Liv-Champion System |             | GPC         |
| Cylance                             |             | CPC         |
| Hitec Products                      |             | HPU         |
| Lares-Waowdeals Women               |             | LWW         |
| Liv-Plantur                         |             | TLP         |
| Orica-AIS                           |             | OGE         |
| Rabo Liv Women                      |             | RBW         |
| UnitedHealthcare Women's            |             | UHC         |
| Wiggle High5                        |             | WHT         |

| Sélections nationales           | Sélections nationales | Sélections nationales |
| Nom de l'équipe                 | Pays                  | Code                  |
| ------------------------------- | --------------------- | --------------------- |
| Sélection nationale d'Australie |                       |                       |
| Sélection nationale de France   |                       |                       |
| Sélection nationale d'Italie    |                       |                       |

### Étapes
| Étape     | Date   | Villes étapes                                              | type            | Distance (km) | Vainqueur d'étape | Leader du classement général |
| --------- | ------ | ---------------------------------------------------------- | --------------- | ------------- | ----------------- | ---------------------------- |
| 1re étape | 2 fév. | Village culturel de Katara – université du Qatar           | étape de plaine | 97            | Kirsten Wild      | Kirsten Wild                 |
| 2e étape  | 3 fév. | Musée Sheikh Faisal Bin Qassim Al Thani – Al Khor Corniche | étape de plaine | 120           | Katrin Garfoot    | Katrin Garfoot               |
| 3e étape  | 4 fév. | Fort d'Al Zubarah – Ash Shamal                             | étape de plaine | 112           | Ellen van Dijk    | Trixi Worrack                |
| 4e étape  | 5 fév. | Aspire Zone – Corniche de Doha                             | étape de plaine | 73            | Chloe Hosking     | Trixi Worrack                |

### 1reétape
La première étape ne donne pas lieu à d'échappée. Seuls les sprints intermédiaires viennent rythmer la course. Le premier est remporté par Kirsten Wild et le second par Chantal Blaak. Lors de l'emballage final, la première prend facilement la victoire. C'est sa dixième victoire sur le Tour du Qatar.
| Classement de l'étape | Classement de l'étape | Classement de l'étape | Classement de l'étape        | Classement de l'étape |
|                       | Coureur               | Pays                  | Équipe                       | Temps                 |
| --------------------- | --------------------- | --------------------- | ---------------------------- | --------------------- |
| 1er                   | Kirsten Wild          | Pays-Bas              | Hitec Products               | en 2 h 19 min 4 s     |
| 2e                    | Annalisa Cucinotta    | Italie                | Alé Cipollini                | m.t.                  |
| 3e                    | Lizzie Williams       | Australie             | Orica-AIS                    | m.t.                  |
| 4e                    | Chantal Blaak         | Pays-Bas              | Boels Dolmans                | m.t.                  |
| 5e                    | Shelley Olds          | États-Unis            | Cylance                      | m.t.                  |
| 6e                    | Susanna Zorzi         | Italie                | Sélection nationale d'Italie | m.t.                  |
| 7e                    | Monique van de Ree    | Pays-Bas              | Lares-Waowdeals Women        | m.t.                  |
| 8e                    | Barbara Guarischi     | Italie                | Canyon-SRAM Racing           | m.t.                  |
| 9e                    | Katrin Garfoot        | Australie             | Orica-AIS                    | m.t.                  |
| 10e                   | Sara Mustonen         | Suède                 | Liv-Plantur                  | m.t.                  |
| modifier              |                       |                       |                              |                       |

| Classement général | Classement général | Classement général | Classement général           | Classement général |
|                    | Coureur            | Pays               | Équipe                       | Temps              |
| ------------------ | ------------------ | ------------------ | ---------------------------- | ------------------ |
| 1er                | Kirsten Wild       | Pays-Bas           | Hitec Products               | en 2 h 18 min 51 s |
| 2e                 | Annalisa Cucinotta | Italie             | Alé Cipollini                | +7 s               |
| 3e                 | Lizzie Williams    | Australie          | Orica-AIS                    | +9 s               |
| 4e                 | Chloe Hosking      | Australie          | Wiggle High5                 | +9 s               |
| 5e                 | Chantal Blaak      | Pays-Bas           | Boels Dolmans                | +10 s              |
| 6e                 | Marta Tagliaferro  | Italie             | Alé Cipollini                | +11 s              |
| 7e                 | Shelley Olds       | États-Unis         | Cylance                      | +13 s              |
| 8e                 | Susanna Zorzi      | Italie             | Sélection nationale d'Italie | +13 s              |
| 9e                 | Monique van de Ree | Pays-Bas           | Lares-Waowdeals Women        | +13 s              |
| 10e                | Barbara Guarischi  | Italie             | Canyon-SRAM Racing           | +13 s              |
| modifier           |                    |                    |                              |                    |

### 2eétape
La deuxième étape est le théâtre de plusieurs bordures dues au vent. La première significative a lieu au bout de quarante-huit kilomètres. Elle comporte onze coureuses bientôt rejointes par le groupe de poursuivantes, soit un total de vingt-six athlètes. À trois kilomètres de la ligne, Katrin Garfoot, Romy Kasper, Amy Pieters et Trixi Worrack se détachent. La première prend son relais et remarque que les autres ont laissé un trou. Elle décide donc de partir seule et obtient ainsi la victoire. Trixi Worrack est deuxième. Les poursuivantes arrivent près d'une minute après les quatre coureuses. Katrin Garfroot prend donc la tête du classement général, tandis que Kisten Wild perd toute chance de victoire finale.
| Classement de l'étape | Classement de l'étape | Classement de l'étape | Classement de l'étape | Classement de l'étape |
|                       | Coureur               | Pays                  | Équipe                | Temps                 |
| --------------------- | --------------------- | --------------------- | --------------------- | --------------------- |
| 1er                   | Katrin Garfoot        | Australie             | Orica-AIS             | en 3 h 7 min 13 s     |
| 2e                    | Trixi Worrack         | Allemagne             | Canyon-SRAM Racing    | +13 s                 |
| 3e                    | Amy Pieters           | Pays-Bas              | Wiggle High5          | +13 s                 |
| 4e                    | Romy Kasper           | Allemagne             | Boels Dolmans         | +13 s                 |
| 5e                    | Chloe Hosking         | Australie             | Wiggle High5          | +58 s                 |
| 6e                    | Ellen van Dijk        | Pays-Bas              | Boels Dolmans         | +58 s                 |
| 7e                    | Barbara Guarischi     | Italie                | Canyon-SRAM Racing    | +58 s                 |
| 8e                    | Elisa Longo Borghini  | Italie                | Wiggle High5          | +58 s                 |
| 9e                    | Gracie Elvin          | Australie             | Orica-AIS             | +58 s                 |
| 10e                   | Tiffany Cromwell      | Australie             | Canyon-SRAM Racing    | +58 s                 |
| modifier              |                       |                       |                       |                       |

| Classement général | Classement général   | Classement général | Classement général | Classement général |
|                    | Coureur              | Pays               | Équipe             | Temps              |
| ------------------ | -------------------- | ------------------ | ------------------ | ------------------ |
| 1er                | Katrin Garfoot       | Australie          | Orica-AIS          | en 5 h 26 min 7 s  |
| 2e                 | Trixi Worrack        | Allemagne          | Canyon-SRAM Racing | +17 s              |
| 3e                 | Amy Pieters          | Pays-Bas           | Wiggle High5       | +19 s              |
| 4e                 | Romy Kasper          | Allemagne          | Boels Dolmans      | +23 s              |
| 5e                 | Chloe Hosking        | Australie          | Wiggle High5       | +1 min 2 s         |
| 6e                 | Gracie Elvin         | Australie          | Orica-AIS          | +1 min 7 s         |
| 7e                 | Barbara Guarischi    | Italie             | Canyon-SRAM Racing | +1 min 8 s         |
| 8e                 | Ellen van Dijk       | Pays-Bas           | Boels Dolmans      | +1 min 8 s         |
| 9e                 | Tiffany Cromwell     | Australie          | Canyon-SRAM Racing | +1 min 8 s         |
| 10e                | Elisa Longo Borghini | Italie             | Wiggle High5       | +1 min 8 s         |
| modifier           |                      |                    |                    |                    |

### 3eétape
La troisième étape est une véritable course de bordures. Le peloton est déjà disloqué avant le coup d'envoi officiel, un groupe de treize coureuses se détachent immédiatement et n'est jamais repris par les poursuivantes. Ce groupe comporte :  Ellen van Dijk, Christine Majerus et Romy Kasper de l'équipe Boels Dolmans, Trixi Worrack, Tiffany Cromwell et Lisa Brennauer de l'équipe Canyon-SRAM Racing, Anouska Koster de l'équipe Rabo Liv,  Kirsten Wild de l'équipe Hitec, Shelley Olds de l'équipe Cylance, Lauretta Hanson de l'équipe d'Australie et Gracie Elven de l'équipe Orica-AIS. Les équipes Wiggle Honda et Liv-Plantur ne sont pas représentées, tout comme la maillot jaune Katrin Garfoot. L'écart monte à deux minutes au bout de trente kilomètres puis se réduit progressivement à mesure que le peloton se reforme à l'arrière. Gracie Elvin attaque à dix kilomètres de la ligne. Elle creuse rapidement l'écart, les poursuivantes semblant peu désireuses d'apporter la victoire aux sprinteuses Kirsten Wild et Shelley Olds sur un plateau. C'est finalement l'équipe Boels Dolmans par l'intermédiaire de Christine Majerus qui réagit et fait la jonction sur l'Australienne à trois kilomètres du but. L'équipe Canyon-SRAM Racing se met alors à maintenir le rythme afin d'assurer le maillot jaune à Trixi Worrack. Ellen van Dijk place une accélération à 1 500 mètres de la ligne et s'impose en solitaire. Kirsten Wild règle le groupe des poursuivantes devant Lauretta Hanson. Ellen van Dijk s'était déjà imposé sur la même étape l'année précédente. Trixi Worrack s'empare donc du maillot de leader.
| Classement de l'étape | Classement de l'étape | Classement de l'étape | Classement de l'étape           | Classement de l'étape |
|                       | Coureur               | Pays                  | Équipe                          | Temps                 |
| --------------------- | --------------------- | --------------------- | ------------------------------- | --------------------- |
| 1er                   | Ellen van Dijk        | Pays-Bas              | Boels Dolmans                   | en 2 h 48 min 57 s    |
| 2e                    | Kirsten Wild          | Pays-Bas              | Hitec Products                  | +7 s                  |
| 3e                    | Lauretta Hanson       | Australie             | Sélection nationale d'Australie | +7 s                  |
| 4e                    | Anouska Koster        | Pays-Bas              | Rabo Liv Women                  | +7 s                  |
| 5e                    | Trixi Worrack         | Allemagne             | Canyon-SRAM Racing              | +8 s                  |
| 6e                    | Gracie Elvin          | Australie             | Orica-AIS                       | +11 s                 |
| 7e                    | Tiffany Cromwell      | Australie             | Canyon-SRAM Racing              | +13 s                 |
| 8e                    | Romy Kasper           | Allemagne             | Boels Dolmans                   | +19 s                 |
| 9e                    | Shelley Olds          | États-Unis            | Cylance                         | +24 s                 |
| 10e                   | Christine Majerus     | Luxembourg            | Boels Dolmans                   | +45 s                 |
| modifier              |                       |                       |                                 |                       |

| Classement général | Classement général | Classement général | Classement général              | Classement général |
|                    | Coureur            | Pays               | Équipe                          | Temps              |
| ------------------ | ------------------ | ------------------ | ------------------------------- | ------------------ |
| 1er                | Trixi Worrack      | Allemagne          | Canyon-SRAM Racing              | en 8 h 15 min 28 s |
| 2e                 | Romy Kasper        | Allemagne          | Boels Dolmans                   | +17 s              |
| 3e                 | Ellen van Dijk     | Pays-Bas           | Boels Dolmans                   | +31 s              |
| 4e                 | Katrin Garfoot     | Australie          | Orica-AIS                       | +34 s              |
| 5e                 | Gracie Elvin       | Australie          | Orica-AIS                       | +50 s              |
| 6e                 | Amy Pieters        | Pays-Bas           | Wiggle High5                    | +53 s              |
| 7e                 | Tiffany Cromwell   | Australie          | Canyon-SRAM Racing              | +56 s              |
| 8e                 | Lauretta Hanson    | Australie          | Sélection nationale d'Australie | +1 min 32 s        |
| 9e                 | Anouska Koster     | Pays-Bas           | Rabo Liv Women                  | +1 min 34 s        |
| 10e                | Chloe Hosking      | Australie          | Wiggle High5                    | +1 min 42 s        |
| modifier           |                    |                    |                                 |                    |

### 4eétape
Coryn Rivera part seule en échappée en début d'étape et compte jusqu'à une minute trente d'avance. Le peloton la rattrape cependant dans les derniers kilomètres. La victoire se joue dans un sprint massif. Chloe Hosking se montre la plus rapide devant Kirsten Wild et Monique van de Ree. Aucune attaque entre les favorites n'est à noter. Seule Ellen van Dijk prend trois secondes de bonifications lors du premier sprint intermédiaire. Anouska Koster grâce à sa quatrième place sur l'étape et à sa deuxième place lors du premier sprint intermédiaire s'empare du maillot de la meilleure jeune.
| Classement de l'étape | Classement de l'étape | Classement de l'étape | Classement de l'étape           | Classement de l'étape |
|                       | Coureur               | Pays                  | Équipe                          | Temps                 |
| --------------------- | --------------------- | --------------------- | ------------------------------- | --------------------- |
| 1er                   | Chloe Hosking         | Australie             | Wiggle High5                    | en 1 h 46 min 9 s     |
| 2e                    | Kirsten Wild          | Pays-Bas              | Hitec Products                  | m.t.                  |
| 3e                    | Monique van de Ree    | Pays-Bas              | Lares-Waowdeals Women           | m.t.                  |
| 4e                    | Anouska Koster        | Pays-Bas              | Rabo Liv Women                  | m.t.                  |
| 5e                    | Shelley Olds          | États-Unis            | Cylance                         | m.t.                  |
| 6e                    | Marta Tagliaferro     | Italie                | Alé Cipollini                   | m.t.                  |
| 7e                    | Kimberley Wells       | Australie             | Sélection nationale d'Australie | m.t.                  |
| 8e                    | Arianna Fidanza       | Italie                | Sélection nationale d'Italie    | m.t.                  |
| 9e                    | Lizzie Williams       | Australie             | Orica-AIS                       | m.t.                  |
| 10e                   | Chantal Blaak         | Pays-Bas              | Boels Dolmans                   | m.t.                  |
| modifier              |                       |                       |                                 |                       |

## Classements finals

### Classement général final
| Classement général final | Classement général final | Classement général final | Classement général final        | Classement général final |
|                          | Coureur                  | Pays                     | Équipe                          | Temps                    |
| ------------------------ | ------------------------ | ------------------------ | ------------------------------- | ------------------------ |
| 1er                      | Trixi Worrack            | Allemagne                | Canyon-SRAM Racing              | en 10 h 1 min 37 s       |
| 2e                       | Romy Kasper              | Allemagne                | Boels Dolmans                   | +17 s                    |
| 3e                       | Ellen van Dijk           | Pays-Bas                 | Boels Dolmans                   | +28 s                    |
| 4e                       | Katrin Garfoot           | Australie                | Orica-AIS                       | +43 s                    |
| 5e                       | Gracie Elvin             | Australie                | Orica-AIS                       | +50 s                    |
| 6e                       | Amy Pieters              | Pays-Bas                 | Wiggle High5                    | +53 s                    |
| 7e                       | Tiffany Cromwell         | Australie                | Canyon-SRAM Racing              | +56 s                    |
| 8e                       | Anouska Koster           | Pays-Bas                 | Rabo Liv Women                  | +1 min 32 s              |
| 9e                       | Chloe Hosking            | Australie                | Wiggle High5                    | +1 min 32 s              |
| 10e                      | Lauretta Hanson          | Australie                | Sélection nationale d'Australie | +1 min 32 s              |
| modifier                 |                          |                          |                                 |                          |

### Classements annexes

#### Classement par points
| Classement par points | Classement par points | Classement par points | Classement par points | Classement par points |
| --------------------- | --------------------- | --------------------- | --------------------- | --------------------- |
|                       | Coureur               | Pays                  | Équipe                | Point(s)              |
| 1er                   | Kirsten Wild          | Pays-Bas              | Hitec Products        | 43 points             |
| 2e                    | Chloe Hosking         | Australie             | Wiggle High5          | 27 pts                |
| 3e                    | Ellen van Dijk        | Pays-Bas              | Boels Dolmans         | 25 pts                |
| modifier              |                       |                       |                       |                       |

#### Classement de la meilleure jeune
| Classement de la meilleure jeune | Classement de la meilleure jeune | Classement de la meilleure jeune | Classement de la meilleure jeune | Classement de la meilleure jeune |
|                                  | Coureur                          | Pays                             | Équipe                           | Temps                            |
| -------------------------------- | -------------------------------- | -------------------------------- | -------------------------------- | -------------------------------- |
| 1er                              | Anouska Koster                   | Pays-Bas                         | Rabo Liv Women                   | en 10 h 3 min 9 s                |
| 2e                               | Lauretta Hanson                  | Australie                        | Sélection nationale d'Australie  | m.t.                             |
| 3e                               | Floortje Mackaij                 | Pays-Bas                         | Liv-Plantur                      | +1 min 2 s                       |
| modifier                         |                                  |                                  |                                  |                                  |

#### Classement par équipes
| Classement par équipes | Classement par équipes | Classement par équipes | Classement par équipes |
|                        | Équipe                 | Pays                   | Temps                  |
| ---------------------- | ---------------------- | ---------------------- | ---------------------- |
| 1re                    | Canyon-SRAM Racing     | Allemagne              | en 30 h 7 min 41 s     |
| 2e                     | Orica-AIS              | Allemagne              | +1 min 22 s            |
| 3e                     | Boels Dolmans          | Pays-Bas               | +1 min 27 s            |
| modifier               |                        |                        |                        |

## Points UCI
| Position           | 1er | 2e | 3e | 4e | 5e | 6e | 7e | 8e | 9e | 10e | 11e | 12e | 13e | 14e | 15e | 16e | 17e | 18e |
| Classement général | 80  | 60 | 45 | 35 | 30 | 25 | 21 | 18 | 15 | 12  | 10  | 8   | 6   | 5   | 4   | 3   | 2   | 1   |
| Par étape          | 16  | 12 | 8  | 6  | 5  | 4  | 3  | 2  |    |     |     |     |     |     |     |     |     |     |
| Leader, par étape  | 4   |    |    |    |    |    |    |    |    |     |     |     |     |     |     |     |     |     |

## Évolution des classements
| Étape | Vainqueur      | Classement général · | Classement par points · | Classement de la meilleure jeune · | Classement par équipes |
| ----- | -------------- | -------------------- | ----------------------- | ---------------------------------- | ---------------------- |
| 1     | Kirsten Wild   | Kirsten Wild         | Kirsten Wild            | Arianna Fidanza                    | Orica-AIS              |
| 2     | Katrin Garfoot | Katrin Garfoot       | Kirsten Wild            | Anouska Koster                     | Wiggle High5           |
| 3     | Ellen van Dijk | Trixi Worrack        | Kirsten Wild            | Lauretta Hanson                    | Canyon-SRAM Racing     |
| 4     | Chloe Hosking  | Trixi Worrack        | Kirsten Wild            | Anouska Koster                     | Canyon-SRAM Racing     |
| Final | Final          | Trixi Worrack        | Kirsten Wild            | Anouska Koster                     | Canyon-SRAM Racing     |

## Liste des participantes
On peut noter l'absence de la tenante du titre Lizzie Armitstead. Le dossard numéro un est remis à la quadruple vainqueur Kirsten Wild.
| Légende                                | Légende                                                                                              | Légende                         | Légende |
| -------------------------------------- | --- | ------------------------------- | --- |
| Num                                    | Dossard de départ porté par la coureuse sur ce Tour du Qatar féminin                                 | Pos                             | Position finale au classement général                                                                         |
| Leader du classement général           | Indique la vainqueur du classement général                                                           | Leader du classement par points | Indique la vainqueur du classement par points                                                                 |
| Leader du classement du meilleur jeune | Indique la vainqueur du classement de la meilleure jeune                                             |                                 | Indique un maillot de champion national ou mondial, suivi de sa spécialité                                    |
| #                                      | Indique la meilleure équipe                                                                          | NP                              | Indique une coureuse qui n'a pas pris le départ d'une étape, suivi du numéro de l'étape où elle s'est retirée |
| AB                                     | Indique une coureuse qui n'a pas terminé une étape, suivi du numéro de l'étape où elle s'est retirée | HD                              | Indique un coureuse qui a terminé une étape hors des délais, suivi du numéro de l'étape                       |
| DSQ                                    | Indique un coureur qui a été disqualifié de la course, suivi du numéro de l'étape                    | *                               | Indique un coureuse en lice pour le classement de la meilleure jeune (coureuses nées après le )               |

| Hitec Products HPU | Hitec Products HPU            | Hitec Products HPU |
| ------------------ | ----------------------------- | ------------------ |
| Num                | Coureur                       | Pos                |
| 1                  | Kirsten Wild ( NED )          | 24e                |
| 2                  | Charlotte Becker (GER )       | 56e                |
| 3                  | Cecilie Gotaas Johnsen ( NOR) | AB-2               |
| 4                  | Lauren Kitchen ( AUS)         | 27e                |
| 5                  | Julie Leth ( DEN)             | AB-4               |
| 6                  | Emilie Moberg (NOR)           | 55e                |

| Wiggle High5 WHT | Wiggle High5 WHT             | Wiggle High5 WHT |
| ---------------- | ---------------------------- | ---------------- |
| Num              | Coureur                      | Pos              |
| 11               | Chloe Hosking (AUS)          | 9e               |
| 12               | Emma Johansson (SWE) (route) | 34e              |
| 13               | Danielle King (GBR)          | 68e              |
| 14               | Elisa Longo Borghini (ITA )  | 18e              |
| 15               | Amy Pieters (NED)            | 6e               |
| 16               | Amy Roberts* (GBR)           | AB-3             |

| Boels Dolmans DLT | Boels Dolmans DLT               | Boels Dolmans DLT |
| ----------------- | ------------------------------- | ----------------- |
| Num               | Coureur                         | Pos               |
| 21                | Ellen van Dijk (NED)            | 3e                |
| 22                | Chantal Blaak (NED)             | 25e               |
| 23                | Demi de Jong (NED)              | 66e               |
| 24                | Romy Kasper (GER )              | 2e                |
| 25                | Christine Majerus (LUX) (route) | 31e               |
| 26                | Katarzyna Pawlowska (POL)       | 26e               |

| Canyon-SRAM Racing LPR | Canyon-SRAM Racing LPR       | Canyon-SRAM Racing LPR |
| ---------------------- | ---------------------------- | ---------------------- |
| Num                    | Coureur                      | Pos                    |
| 31                     | Trixi Worrack (GER) (route)  | 1re                    |
| 32                     | Lisa Brennauer (GER)         | 22e                    |
| 33                     | Elena Cecchini (ITA) (route) | 35e                    |
| 34                     | Tiffany Cromwell (AUS )      | 7e                     |
| 35                     | Barbara Guarischi (ITA)      | 12e                    |
| 36                     | Mieke Kroeger* (GER)         | 72e                    |

| Alé Cipollini ALE | Alé Cipollini ALE         | Alé Cipollini ALE |
| ----------------- | ------------------------- | ----------------- |
| Num               | Coureur                   | Pos               |
| 41                | Annalisa Cucinotta (ITA)  | 62e               |
| 42                | Marta Bastianelli (ITA)   | 20e               |
| 43                | Małgorzata Jasińska (POL) | 36e               |
| 44                | Dalia Muccioli* (ITA )    | 69e               |
| 45                | Marta Tagliaferro (ITA)   | 14e               |
| 46                | Anna Trevisi (ITA)        | 43e               |

| Orica-AIS OGE | Orica-AIS OGE              | Orica-AIS OGE |
| ------------- | -------------------------- | ------------- |
| Num           | Coureur                    | Pos           |
| 51            | Annemiek Van Vleuten (NED) | 41e           |
| 52            | Gracie Elvin (AUS)         | 5e            |
| 53            | Katrin Garfoot (AUS)       | 4e            |
| 54            | Chloe Mc Conville (AUS )   | 46e           |
| 55            | Sarah Roy (AUS)            | 23e           |
| 56            | Lizzie Williams (AUS)      | 15e           |

| Rabo Liv Women RBW | Rabo Liv Women RBW          | Rabo Liv Women RBW |
| ------------------ | --------------------------- | ------------------ |
| Num                | Coureur                     | Pos                |
| 61                 | Lucinda Brand (NED) (route) | 21e                |
| 62                 | Shara Gillow (AUS)          | 17e                |
| 63                 | Roxane Knetemann (NED)      | AB-3               |
| 64                 | Jeanne Korevaar* (NED )     | 19e                |
| 65                 | Anouska Koster* (NED)       | 8e                 |
| 66                 | Moniek Tenniglo (NED)       | 32e                |

| Cylance CPC | Cylance CPC                 | Cylance CPC |
| ----------- | --------------------------- | ----------- |
| Num         | Coureur                     | Pos         |
| 71          | Shelley Olds (USA)          | 11e         |
| 72          | Rachele Barbieri* (ITA)     | AB-3        |
| 73          | Sheyla Gutierrez Ruiz (ESP) | 61e         |
| 74          | Valentina Scandolara (ITA ) | 53e         |
| 75          | Doris Schweizer (SUI)       | AB-2        |
| 76          | Alison Tetrick (USA)        | 78e         |

| Sélection nationale de France | Sélection nationale de France | Sélection nationale de France |
| ----------------------------- | ----------------------------- | ----------------------------- |
| Num                           | Coureur                       | Pos                           |
| 81                            | Pascale Jeuland (FRA)         | 50e                           |
| 82                            | Elise Delzenne (FRA)          | 65e                           |
| 83                            | Coralie Demay (FRA)           | AB-3                          |
| 84                            | Eugénie Duval* (FRA )         | 70e                           |
| 85                            | Roxane Fournier (FRA)         | 44e                           |
| 86                            | Fanny Riberot (FRA)           | 79e                           |

| Liv-Plantur TLP | Liv-Plantur TLP         | Liv-Plantur TLP |
| --------------- | ----------------------- | --------------- |
| Num             | Coureur                 | Pos             |
| 91              | Leah Kirchmann (CAN)    | 29e             |
| 92              | Floortje Mackaij* (NED) | 16e             |
| 93              | Sara Mustonen (SWE)     | 33e             |
| 94              | Julia Soek (NED )       | 30e             |
| 95              | Kyara Stijns* (NED)     | 57e             |
| 96              | Molly Weaver* (GBR)     | 71e             |

| Sélection nationale d'Italie | Sélection nationale d'Italie    | Sélection nationale d'Italie |
| ---------------------------- | ------------------------------- | ---------------------------- |
| Num                          | Coureur                         | Pos                          |
| 101                          | Ilaria Sanguineti* (ITA)        | 49e                          |
| 102                          | Claudia Cretti* (ITA)           | 45e                          |
| 103                          | Arianna Fidanza * (ITA)         | 63e                          |
| 104                          | Maria Vittoria Sperotto* (ITA ) | 64e                          |
| 105                          | Anna Zita Maria Stricker* (ITA) | 38e                          |
| 106                          | Susanna Zorzi (ITA)             | 48e                          |

| UnitedHealthcare Women's UHC | UnitedHealthcare Women's UHC | UnitedHealthcare Women's UHC |
| ---------------------------- | ---------------------------- | ---------------------------- |
| Num                          | Coureur                      | Pos                          |
| 111                          | Iris Slappendel (NED)        | 28e                          |
| 112                          | Annie Ewart* (CAN)           | 37e                          |
| 113                          | Diana Penuela Martinez (COL) | 75e                          |
| 114                          | Coryn Rivera (USA )          | 60e                          |
| 115                          | Hayley Simmonds (GBR)        | 73e                          |
| 116                          | Lauren Tamayo (USA)          | 59e                          |

| Sélection nationale d'Australie | Sélection nationale d'Australie | Sélection nationale d'Australie |
| ------------------------------- | ------------------------------- | ------------------------------- |
| Num                             | Coureur                         | Pos                             |
| 121                             | Kimberley Wells (AUS)           | 74e                             |
| 122                             | Jenelle Crooks* (AUS)           | 76e                             |
| 123                             | Lauretta Hanson* (AUS)          | 10e                             |
| 124                             | Louisa Lobigs (AUS )            | AB-3                            |
| 125                             | Shannon Malseed* (AUS)          | 52e                             |
| 126                             | Jessica Mundy* (AUS)            | 39e                             |

| Lares-Waowdeals Women LWW | Lares-Waowdeals Women LWW | Lares-Waowdeals Women LWW |
| ------------------------- | ------------------------- | ------------------------- |
| Num                       | Coureur                   | Pos                       |
| 131                       | Monique van de Ree (NED)  | 13e                       |
| 132                       | Alexandra Nessmar* (SWE)  | AB-3                      |
| 133                       | Eileen Roe (GBR)          | 40e                       |
| 134                       | Shana Van Glabeke* (BEL ) | AB-3                      |
| 135                       | Lotte van Hoek (NED)      | 67e                       |
| 136                       | Jesse Vandenbulcke* (BEL) | 77e                       |

| China Chongming-Liv champion system GPC | China Chongming-Liv champion system GPC | China Chongming-Liv champion system GPC |
| --------------------------------------- | --------------------------------------- | --------------------------------------- |
| Num                                     | Coureur                                 | Pos                                     |
| 141                                     | Yue Bai (CHN)                           | 42e                                     |
| 142                                     | Qialon Chen* (CHN)                      | AB-3                                    |
| 143                                     | Xiu Jie Jiang (CHN)                     | 54e                                     |
| 144                                     | Yixian Pu (CHN )                        | 51e                                     |
| 145                                     | Xue Sun (CHN)                           | 58e                                     |
| 146                                     | Wan Tong Wang* (CHN)                    | 47e                                     |

Source.